# 1-(2-Hydroxyethyl)pyridiniumchlorid
1-(2-Hydroxyethyl)pyridiniumchlorid ist ein organisches Salz, das als weißer Feststoff vorliegt. Es wird in der Synthese von ionischen Flüssigkeiten mit Hydroxygruppen eingesetzt.

## Gewinnung und Darstellung
Zur Synthese wir eine Mischung von Pyridin und einem Überschuss 2-Chlorethanol unter Licht- und Sauerstoffausschluss erhitzt. Nach Umkristallisation wird das Produkt erhalten.

## Verwendung
1-(2-Hydroxyethyl)pyridiniumchlorid kann mit Wasser als Lösungsmittel in Baylis-Hillman-Reaktionen und als Promotor in Knoevenagel-Kondensationen eingesetzt werden. Durch Anionenmetathese lassen sich verschiedene ionische Flüssigkeiten herstellen. Außerdem wird es als Acetylcholin-Derivat untersucht.